# Books & Pipes
Books & Pipes je specializované knižní nakladatelství se sídlem v Brně. Zaměřuje se na vydávání odborné a nekomerční literatury zejména z oblasti výtvarného umění, architektury, společenských věd a politiky. Je členem profesní organizace Svaz českých knihkupců a nakladatelů. Šéfredaktorem nakladatelství i časopisu Kontexty je František Mikš.

## Historie
Nakladatelství vzniklo v Brně ke konci roku 2001 jako nezisková organizace úzce propojená s vydavatelstvím Barrister & Principal s.r.o. a vydávající nekomerční knihy pod jeho značkou. Od roku 2017 působí samostatně a od roku 2019 pod značkou Books & Pipes.

## Kontexty
Nakladatelství je rovněž vydavatelem konzervativního dvouměsíčníku o kultuře a společnosti Kontexty, jehož vydávání převzalo od Centra pro studium demokracie a kultury v lednu 2024. Kontexty navazují na časopisy Střední Evropa – brněnská verze, Proglas a Revue Politika. Časopis Kontexty je k dispozici v tištěné i elektronické podobě včetně archivu všech předchozích ročníků.

## Edice a autoři
Nakladatelství spolupracuje s řadou univerzit, vysokoškolských pracovišť a s dalšími vědeckými a kulturními institucemi. Specializuje se na publikace o dějinách a teorii umění, o architektuře, politice a kultuře. Příležitostně vydává beletrii, naučnou a dětskou literaturu. 
Mezi nejčtenější autory edice Umění & architektura patří Ivan Foletti, Martin Horáček, Ladislav Kesner, František Mikš, Petr Pelčák či Jaroslav Róna. Ze zahraničních autorů například Christopher Wolfgang Alexander, Hans Belting, James Stevens Curl a Nikos Salingaros. Pro edici Společnost & politika nabízí nakladatelství jak knihy českých autorů, například Stanislava Balíka, Marka Čejky, Petra Fialy, Jiřího Hanuše, Lubomíra Kopečka, Františka Mikše, tak i překlady autorů zahraničních, například Rogera Scrutona, Stevena E. Koonina či Winstona Lorda. Z klasické literatury pro děti vydalo nakladatelství např. knihu Alenka pro nejmenší od Lewise Carrolla a knihu Jana Karafiáta Broučci s ilustracemi výtvarnice Terezy Konupčíkové. Ta rovněž ilustrovala knihu adventních pohádek Terezie Radoměřské Vánoce pro kočku, jež se stala knižním bestsellerem.
Mimo stálé edice vychází v nakladatelství beletristická i vzpomínková próza a poezie – kniha Archy života Daniela Löw-Beera, vzpomínkové knihy brněnských autorů Antonína Přidala či Petra Oslzlého, paměti Jana Karafiáta či publikace rakouské spisovatelky s kořeny v moravských Hustopečích Ilse Tielschové. Patří sem i široká paleta odborně zaměřených publikací jako Setkávání s Antarktidou uznávaného českého geografa, polárníka a klimatologa Pavla Proška či Průvodce západním Balkánem Michala Hrušíka.

## Knihy na klíč
Nakladatelství nabízí organizacím i jednotlivcům možnost vydat publikaci vlastním nákladem. Provozuje vlastní grafické studio, zajišťuje nakladatelské služby na klíč, redakční a korektorské práce, prověřené kvalitní tiskárny, možnost distribuce ve své síti.

## Ocenění
- Cena města Havlíčkův Brod[11] za nejkrásnější knihu veletrhu 2023 – Apokalypsy & vize, Jaroslav Róna a Barbora Půtová, Books & Pipes, Brno 2023, ISBN 978-80-7485-274-9